# Mali Pesak
Mali Pesak (cyr. Мали Песак) – wieś w Serbii, w Wojwodinie, w okręgu północnobanackim, w gminie Kanjiža. W 2011 roku liczyła 94 mieszkańców.